# Печник
Печник (словен. Pečnik) — невелике селище в горах над Сподня Ідрія, в общині Ідрія, Регіон Горишка, Словенія. Висота над рівнем моря: 799,8 м.